# Balneoklimatologija
Balneoklimatologija je medicinska disciplina koja se bavi izučavanjem djelovanja ljekovitih (mineralnih) voda i klimatskih ljekovitih činitelja (fizičkih i kemijskih) nekog kraja na ljudski organizam i mogućnosti njihove primjene na poboljšanje zdravlja.

Prirodni činitelji najčešće korišteni u balneoklimatologiji su: mineralne vode, peloidi
(ljekovita blata), parcijalni pritisak kisika, ugljik-dioksid, toplina i hladnoća, hidrostatski pritisak i dr.

Balneoklimatologija ima dugu tradiciju pomaganja osobama koje boluju od respiratornih i kardiovaskularnih bolesti, kroničnih oštećenja lokomotornog sustava, bolesti kože i drugih sustava.

## Povjesni razvoj balneoklimatologije
Sredinom druge polovice XIX. stoljeća počinje se razvijati balneoklimatologija.

U prvom broju Liječničkog vjesnika za 1886. godinu nalazi se meteorološko izvješće od prof. Ivana Stožira “Meteoroložko stanje u Zagrebu 1885. godine“ kao prvi vid suradnje meteorologa i liječnika. Od 1861. godine prof. Stožir vršio je sustavna meteorološka mjerenja i opažanja svaki dan u tri termina (u 7, 14 i 21 sat) punih 30 godina. Sve prikupljene podatke svakodnevno je slao u Središnji meteorološki ured u Beču.

Od 1892. godine, upravitelj meteorološkog opservatorija u Zagrebu bio je prominentni hrvatski i svjetski znanstvenik na području meteorologije i seizmologije, akademik Andrija Mohorovičić koji je preuzeo nadzor i upravu nad svim meteorološkim postajama u tadašnjoj banskoj Hrvatskoj.

Razvoj balneoklimatologije na hrvatskoj obali počinje 1875. godine na preporuku bečkih liječnika (dr. Julius Glax, dr. Theodor Billroth i dr. Max Oertel).

Godine 1883. stiže u Opatiju prof. dr. Julius Glax (1846.÷1922.), sveučilišni profesor, balneolog iz Beča, po nagovoru svog prijatelja Friedricha Juliusa Schulera, bečkog direktora Društva južnih željeznica. Gradnja južne željeznice Beč–Trst–Rijeka bila je povod otkriću grada Opatije, kao zimskog klimatskog lječilišta i ljetnog morskog kupališta i jednog od najpoznatijih ljetovališta Austro-Ugarske Monarhije. Prof. dr. Glax je postao glavni liječnik Opatije koji je bio zaslužan i za razvoj grada Opatije (vodovod, kanalizacija, spalionica otpada, električni tramvaj Matulji–Opatija-Lovran), kao i za njen epitet jadranske Nice.  Definirao je zdravstvene standarde lječilišta Opatije, a 4. ožujka 1889. godine Opatija je proglašena prvim klimatsko-morskim lječilištem na Jadranu.

Od 1884. godine Opatiju često posjećuje i svjetski tada poznati kirurg i „otac 
abdominalne kirurgije“ prof. dr. Theodor Billroth, koji je prepoznao mogućnosti klimatskog liječenja i talasoterapije. Za stalno se nastanjuje u Opatiji u kojoj i umire 1887. godine.

Godine 1885. na otoku Lošinju je boravio sa sinom, tada poznati austrijski balneolog i klimatolog dr. Conrad Clar (1844.÷1904.). Njegov sin je bolovao od grlobolje i bio uspješno izliječen nakon trotjednog boravka na Lošinju. Dr. Clar je 1899. godine postao profesor balneologije i klimatoterapije te promicatelj ljekovitosti otoka Lošinja.

Prof. dr. Leopold Schrotter Ritter von Kristelli austrijski je laringolog i internist koji je osnovao Katedru za laringologiju 1868. godine u Beču, a nakon posjeta Opatiji ustanovio je ljekovitost aerosola.

Prof. dr. Ambroz Haračić je prirodoslovac koji je od 1880. godine provodio meteorološka mjerenja i opažanja 18 godina u svom rodnom mjestu Malom Lošinju. Tablice meteoroloških opažanja Haračić je slao svaki mjesec u Beč. Istovremeno s meteorološkim promatranjima započeo je sistematsko istraživanje vegetacije Lošinja. Na temelju njegovih istraživanja bečka državna komisija je 1892. godine Veli Lošinj i Mali Lošinj proglasila klimatskim lječilištem.

Austrijski nadvojvoda Carl Stephan iz dinastije Habsburg u parku šume Podjavori u Velom Lošinju 1885. godine gradi svoj rezidencijalni ljetnikovac. Uz vilu podiže i veliki perivoj. Danas je u njegovoj vili smješteno lječilište.

Od početka 1891. godine u Crikvenici mr. ph. Ivan Polić redovito vodi meteorološke podatke i surađuje s Hidrometeorološkim zavodom u Zagrebu. 
Stoga se u Crikvenici osniva i otvara Meteorološka postaja 1891. godine. Svi meteorološki podaci su otada do danas, pohranjeni i obrađeni u Hidrometeorološkom zavodu u Zagrebu. Time je Crikvenica svrstana među tri najstarije meteorološke stanice u zemlji, ali je jedina na Jadranu koja od 1891. do danas ima obrađena i objavljena sva neprekidna vremenska motrenja.

Veliki uspjeh za razvoj balneoklimatologije bio je IV. kongres austrijskih balneologa 1904. godine pod vodstvom prof. dr. Juliusa Glaxa. On je također organizirao i IV. međunarodni kongres talasoterapije 1908. godine u Opatiji.

Nakon I. svjetskog rata postavlja se empirička balneoklimatoterapija u Hrvatskoj na medicinsku bazu, liječnici raznih struka bilježe svoja opažanja kod liječenja na moru.

Krajem XIX. i početkom XX. stoljeća brojne poznate osobe boravile su na hrvatskoj obali kao: austrijski car Franjo Josip I., britanski kralj Edward VIII. i Wallis Simpson, Stjepan Radić, A. P. Čehov, Bernard Shaw, James Joyce, Isadora Duncan, Gustav Mahler, Giacomo Puccini, nobelovka Berta von Sutter i dr.

Od poznatih liječnika uz prof. dr. Glaxa i prof. dr. Theodora Billrotha, posjetitelji su bili i prof. dr. Robert Koch, njemački bakteriolog; prof. dr. Rudolf Virchow, njemački liječnik, „otac patologije“, biolog i političar;  prof. dr. Sigmund Freud poznati neuropsihijatar, koji se je odmarao u Lovranu, a obišao je Dubrovnik i Rab.

Na Medicinskom fakultetu u Zagrebu 1937. godine počela su prva predavanja iz balneoklimatologije i fizikalne medicine u okviru Neurološko-psihijatrijske klinike.

Istra se nakon II. svjetskog rata priključuje Hrvatskoj, čime se bitno proširuje djelokrug naše talasoterapije (Opatija, Lovran, Rovinj) i balneologije (Istarske Toplice).

28. kolovoza 1949. godine osnovan je Balneološko-klimatološki institut pri Ministarstvu narodnog zdravlja NRH, sa sjedištem u Demetrovoj 18 u Zagrebu. 
Inicijator i idejni pokretač instituta bio je dr. Vladimir Franković uz podršku 
ministra narodnog zdravlja dr. Aleksandra Koharevića.

Od 1953. godine Balneološko-klimatološki institut prelazi u sastav tadašnje 
Jugoslavenske akademije znanosti i umjetnosti (JAZU).

1958. godine prelazi u sastav Medicinskog fakulteta sveučilišta u Zagrebu kao Zavod za balneoklimatologiju i fizikalnu terapiju. 
1960./61. osniva se na Medicinskom fakultetu Katedra za fizikalnu medicinu i rehabilitaciju.

1963. godine Balneološko-klimatološki institut dobiva novo ime Zavod za fizikalnu medicinu i rehabilitaciju.

Najuspješniji i najplodniji period za balneoklimatologiju u Hrvatskoj je bio od 1949. do 1999. godine, kada je Balneološko-klimatološki institut djelovao pri Zavodu za fizikalnu medicinu i rehabilitaciju, u okviru Medicinskog fakulteta.

2008. godine promijenjen je naziv Instituta u Odjel za balneoklimatologiju koji djeluje pri Zavodu za zdravstvenu ekologiju i medicinu rada u Školi narodnog zdravlja „Andrija Štampar“.

Šireći se i razvijajući se balneoklimatologija u Hrvatskoj uvijek je išla u korak sa znanošću.

Prvi godišnji znanstvenostručni simpozij pod nazivom “Lošinjska škola prirodnih ljekovitih činitelja”. održana 2000. godine u kontinuitetu se održavala do 2017. godine.

Od 2010. balneološki skup „Dr. Ivan Šreter“, koji se u kontinuitetu održava svake godine u Lipiku. Posljednji je održan 2018. godine.

Iz balneoklimatologije kroz povijest, razvila se fizikalna medicina i rehabilitacija.

## Balneoklimatologija
Suština toplica je upravo u spoju više prirodnih ljekovitih faktora koji istovremeno blagotovorno djeluju na organizam pomlađujući ga i regenerirajući ga.

U ove faktore spadaju prirodni elementi poput vode, blata, ljekovitih plinova, i klimatskih uvjeta. Nije dovoljno poznato koliko zapravo klima utječe na organizam, ali je činjenica da gdje god postoje određeni izvori ljekovite mineralne vode da su i klimatski uvjeti izvrsni.

Bogatstva prirode kao što su šume, drveće i planine (velika prostranstva oslobođena od izuma modernog svijeta) diktiraju svježinu zraka i samim time utječu na pomlađivanje organizma. Toplice bogate čistim zrakom nazivaju se zračne toplice. Spoj svih ovih prirodnih načina liječenja, putem zdravog kisika, ljekovite vode, blata i plinova naziva se balneoklimatologija. Budući da je njena lepeza načina djelovanja na ljudski organizam veoma široka, otuda i veliki uspjeh u liječenju i prevenciji mnoštva bolesti.

Da bi pozitivan utjecaj klime bio što ljekovitiji neophodno je da se toplice nalaze na mjestu koje je što više vjetrovito, prošarano uzvišenjima i dolinama, brdima, brežuljcima, visoravnima, planinama i livadama.